# Elatostema ficoides
Elatostema ficoides är en nässelväxtart som beskrevs av Hugh Algernon Weddell. Elatostema ficoides ingår i släktet Elatostema och familjen nässelväxter. Utöver nominatformen finns också underarten E. f. puberulum.